# Saint-Hilaire-sur-Helpe
Saint-Hilaire-sur-Helpe ist eine französische Gemeinde im Département Nord in der Region Hauts-de-France. Sie gehört zum Kanton Avesnes-sur-Helpe im Arrondissement Avesnes-sur-Helpe. Die Bewohner nennen sich Saint-Hilairois.

## Geographie
Die Gemeinde Saint-Hilaire-sur-Helpe liegt an der Helpe Majeure im Regionalen Naturpark Avesnois, 18 Kilometer südlich von Maubeuge. Sie grenzt im Norden an Saint-Aubin, im Nordosten an Dourlers (Berührungspunkt), im Osten an Bas-Lieu und Avesnes-sur-Helpe, im Südosten an Haut-Lieu, im Südwesten an Cartignies und Petit-Fayt, im Westen an Dompierre-sur-Helpe sowie im Nordwesten an Monceau-Saint-Waast (Berührungspunkt) und Saint-Remy-Chaussée. Die ehemalige Route nationale 351 führt durch Saint-Hilaire-sur-Helpe.

## Bevölkerungsentwicklung
| Jahr                       | 1962 | 1968 | 1975 | 1982 | 1990 | 1999 | 2006 | 2012 | 2021 |
| Einwohner                  | 927  | 915  | 842  | 833  | 846  | 779  | 774  | 777  | 800  |
| Quellen: Cassini und INSEE |      |      |      |      |      |      |      |      |      |

## Sehenswürdigkeiten

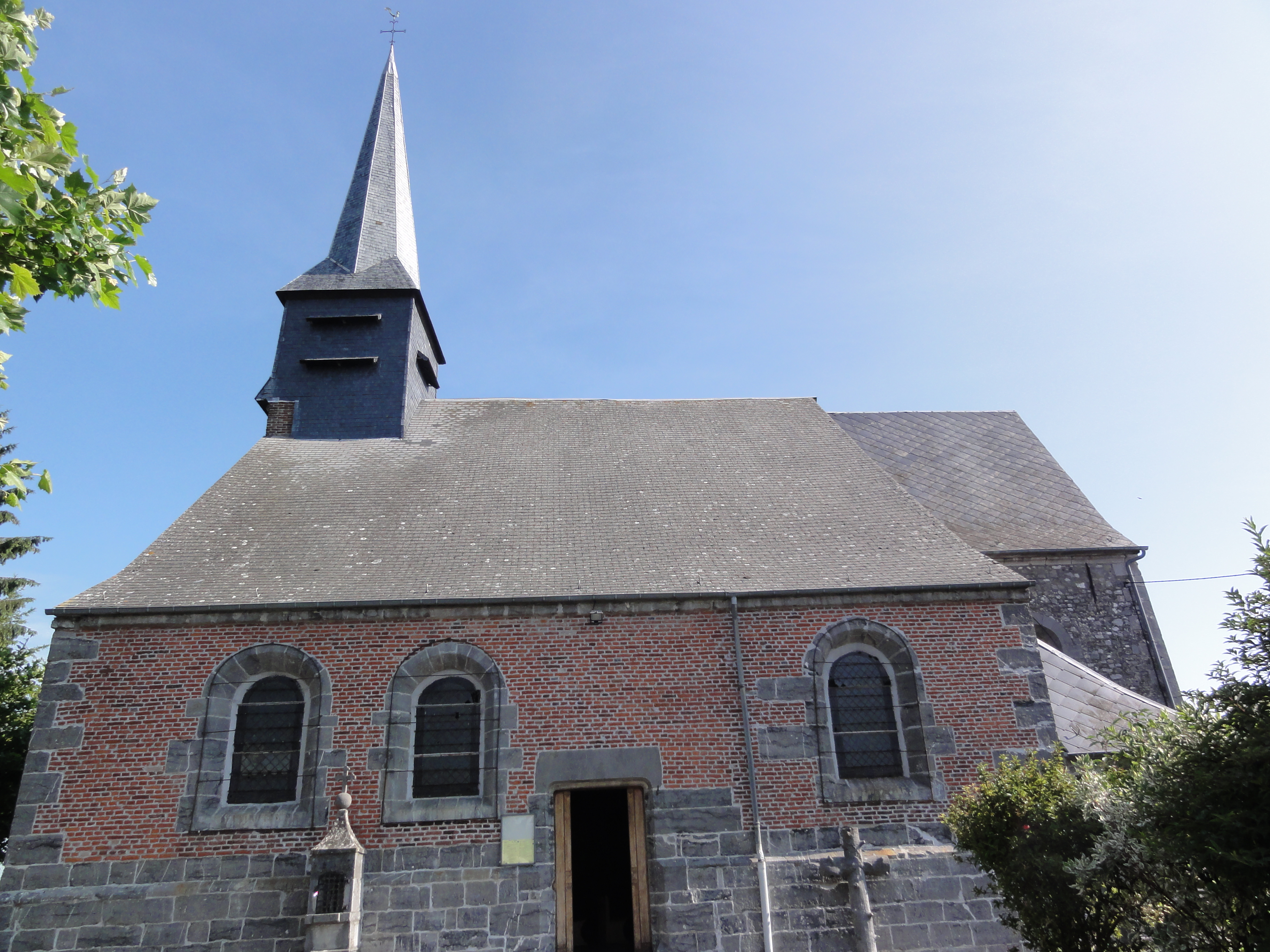
Kirche Saint-Hilaire
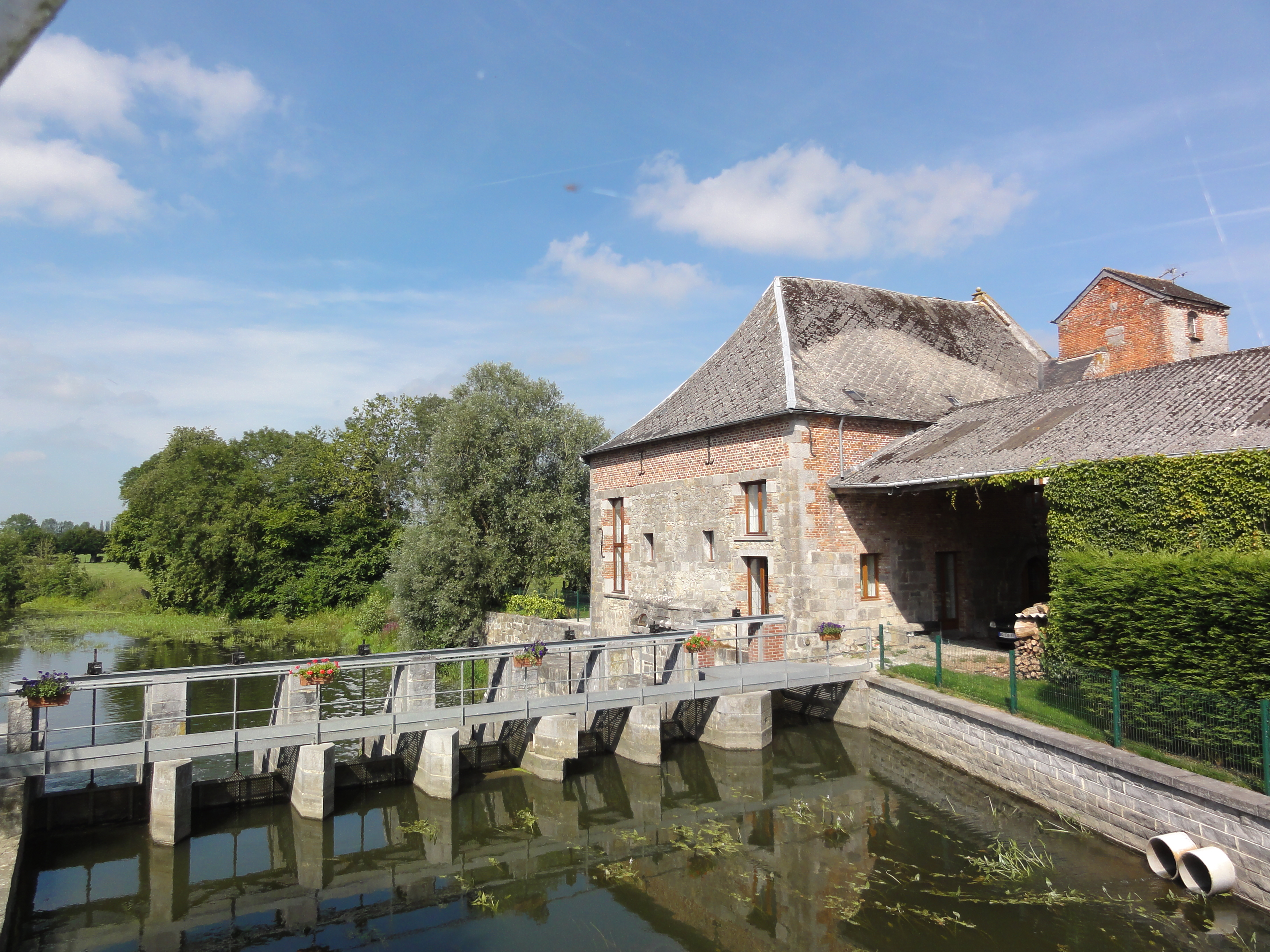
Wassermühle
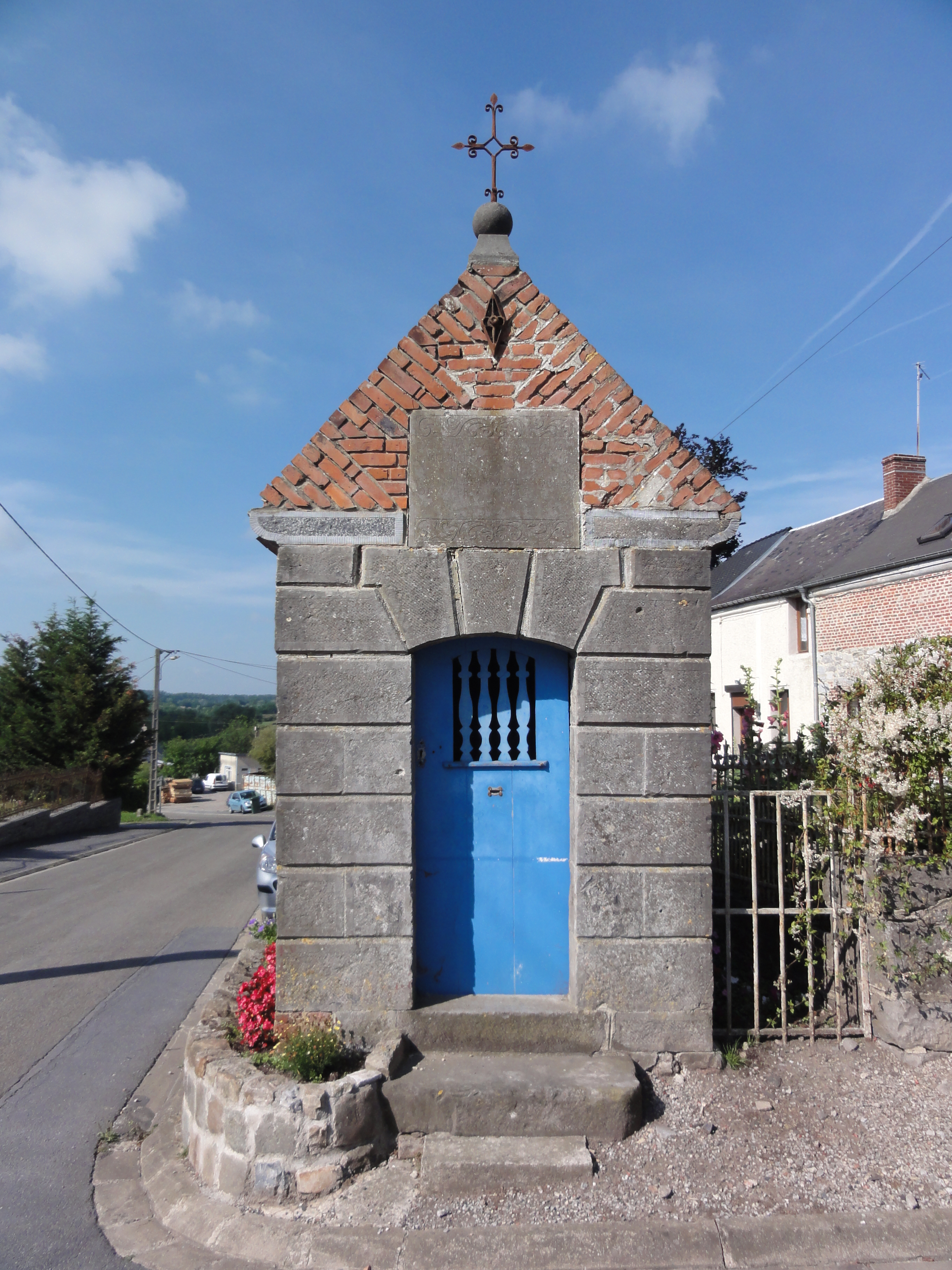
Kapelle Notre-Dame-des-Affliges
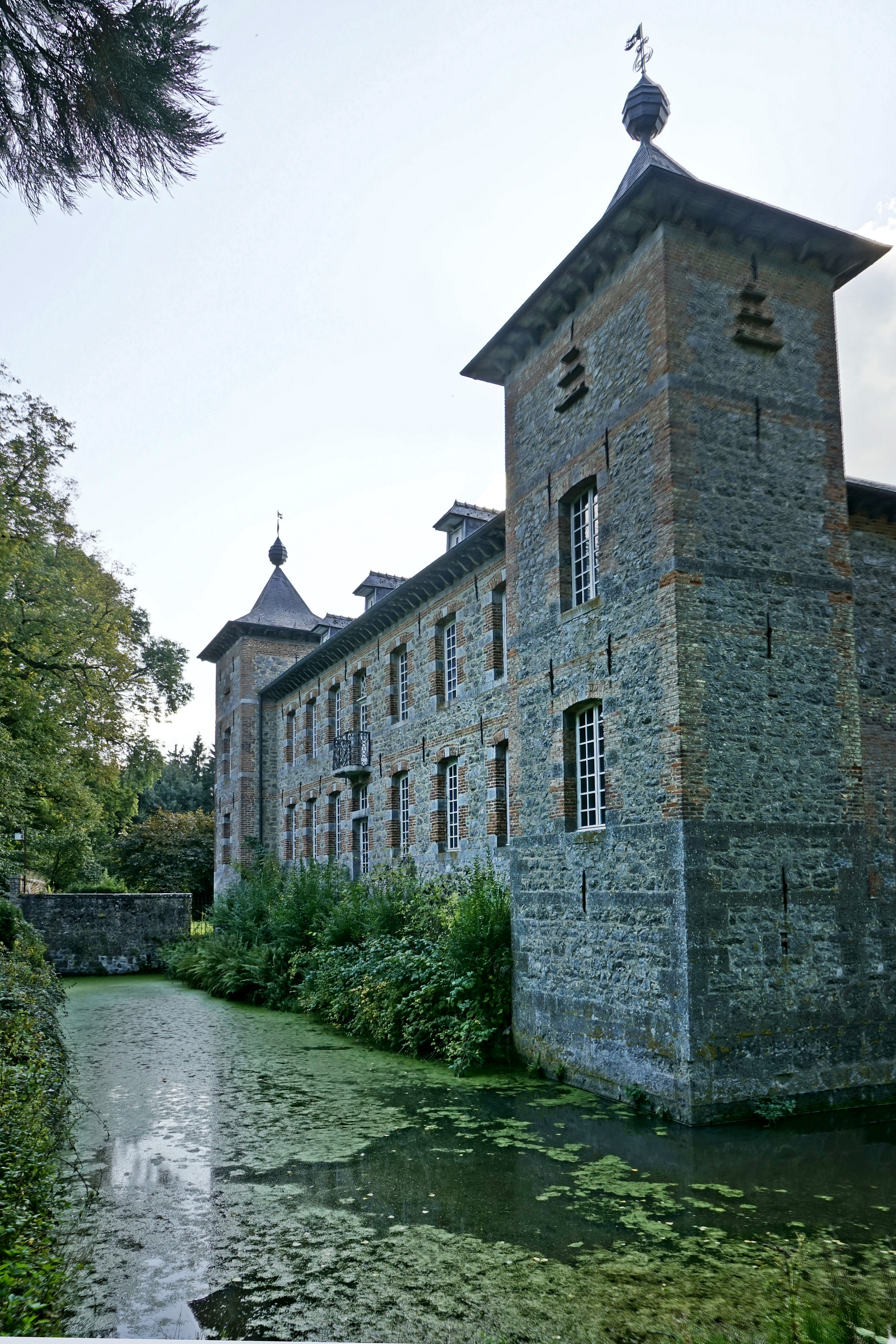
Château de Coutant, Monument historique
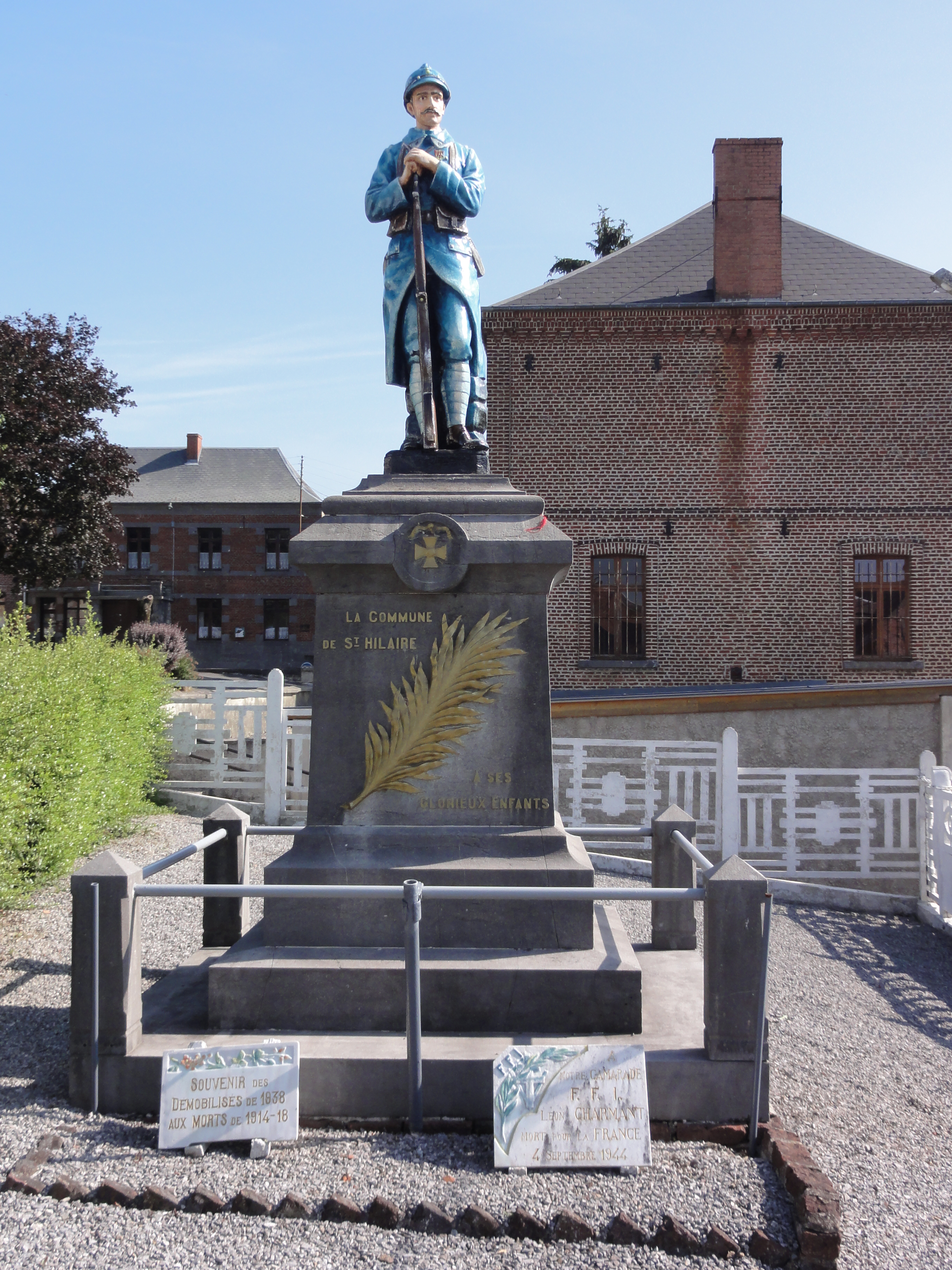
Gefallenendenkmal

- Wassermühle an der Helpe Majeure

- Kirche Saint-Hilaire
- Wassermühle
- Kapelle Notre-Dame-des-Affliges
- Château de Coutant, Monument historique
- Gefallenendenkmal

## Persönlichkeiten
- Michel Prissette (* 1941), Radrennfahrer